# Archidiocèse d'Edmonton
Pour les articles homonymes, voir Diocèse d'Edmonton.
L'archidiocèse métropolitain d'Edmonton, dans la province canadienne de l'Alberta, a été érigé canoniquement le 30 novembre 1912 par le pape saint Pie X. Auparavant, il avait été érigé en diocèse le 22 septembre 1871 par le pape Pie IX. Le siège du diocèse est la cathédrale Saint-Joseph d'Edmonton.
Avant l'élévation à l'archevêché, ce diocèse s'appelait le diocèse de Saint-Albert. Il cède du territoire en 1912 pour ériger le diocèse catholique de Calgary et en 1948 pour créer le diocèse de Saint-Paul en Alberta. 
La superficie du territoire diocésain est de 81 151 km2. En 2021, il y a 477 148 fidèles catholiques dans ce diocèse, soit 25 % de la population totale. Le nombre de fidèles s'est beaucoup accru depuis 1950, car ils n'étaient que 62 500 à cette époque. Cent quarante-quatre prêtres sont répartis dans cent vingt-cinq paroisses.
Le diocèse offre des services de liturgie, d'éducation religieuse, d'œcuménisme, de dialogue interreligieux et de pastorale jeunesse (en). Le diaconat permanent est en cours de développement pour les hommes âgés de 35 à 60 ans qui peuvent être mariés. Il y a aussi cinq cimetières catholiques à Edmonton. Cet évêché est divisé en 25 régions qui ont chacun un conseil pastoral régional.
L'archidiocèse est responsable des écoles catholiques de la métropole d'Edmonton, car les catholiques minoritaires ont eu le droit de construire leurs écoles en 1905.

## Évêques et archevêques
- Vital-Justin Grandin (1871 - 1902)

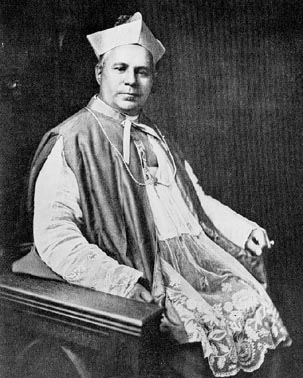
Émile-Joseph Legal.

- Émile-Joseph Legal (1902 - 1920), premier archevêque
- JHenry Joseph O'Leary (en) (1920 - 1938)
- John Hugh MacDonald (de)  (1938 - 1964)
- Anthony Jordan (de) (1964 - 1973)
- Joseph Neil MacNeil (1973 - 1999)
- Thomas Christopher Collins (1999 - 2006)
- Richard Smith (2007 - 2025)

## Ordres religieux dans l'histoire du diocèse
- Oblats de Marie-Immaculée
- Fidèles Compagnes de Jésus
- Sœurs de la Charité de Halifax
- Sœurs de la Charité de Montréal
- Sœurs de la Providence

## Diocèses suffragants
- Diocèse de Calgary
- Diocèse de Saint-Paul en Alberta